# トマス・アップルトン
トマス・モウラート・ヴェルメーリョ・メガ・アップルトン（Tomas Mourato Vermelho Mega Appleton、1993年7月29日 - ）は、ラグビー・ヨーロッパ・スーパーカップ、ルシタノスXVに所属するラグビーユニオン選手。

## プロフィール
- ポルトガル出身[1]。
- ポジションはウィング(WTB)、センター(CTB)。
- 身長 180cm、体重 83kg
- 歯科医師も務めている[2]。
- ポルトガル代表キャップは74（2025年3月現在）でラグビーワールドカップ2023のポルトガル代表に選ばれた[3]。
- 7人制ポルトガル代表に選ばれたことがある[4]。

## 略歴
2012年、CDULに加入。
2021年、ルシタノスXVに加入。